# Mojowuku
Mojowuku is een bestuurslaag in het regentschap Gresik van de provincie Oost-Java, Indonesië. Mojowuku telt 2928 inwoners (volkstelling 2010).